# Tsurujirō Kubokawa
Tsurujirō Kubokawa (窪川 鶴次郎); 25 février 1903 à Kikugawa dans la préfecture de Shizuoka - 15 juin 1974, est un critique littéraire japonais.

## Biographie
Après le collège de Kakegawa, il fréquente l'ancien lycée de Kanazawa où il fait la connaissance de Shigeharu Nakano. À la suite de cette rencontre, il se passionne pour la littérature bien que son inclination le pousse vers les sciences naturelles. En raison de son attrait pour la littérature, il quitte le lycée, se rend à Tokyo et travaille dans une banque d'épargne de la poste. En collaboration avec Nakano, venu à Tokyo en raison de ses études, il s'intéresse de nouveau à la littérature et est membre de la revue littéraire Roba, (« Âne »), qui comprend également des gens comme Hori Tatsuo. Il fait à cette époque la connaissance de Tajima Ineko et l'épouse. Sur la suggestion de son mari et celle de Nakano Ineko, elle publie Kyarameru-kōba kara (« Dans la fabrique de bonbons ») et se fait connaître sous le nom Kubokawa Ineko comme auteur en herbe de la littérature prolétarienne tandis que Tsurujirō a peu de succès. Seul le poème Satogo ni yarareta Okei publié en 1930 dans le numéro de novembre de lNAPF est l'objet d'une chanson et trouve une audience populaire.
À partir de 1931, Kubokawa est reconnu comme critique littéraire. En janvier 1932, il rejoint le Parti communiste japonais ce qui entraîne son arrestation le 24 mars et son inculpation le 4 mai. L'année suivante, il est victime d'une rechute de la tuberculose en prison et est libéré sous caution en novembre à la condition qu'il ne soit plus actif en politique. Après la dissolution de l'Union des écrivains en 1934, il élargit son champ d'intérêt littéraire aux magazines politiques et culturels. Des revues jugées aujourd'hui importantes paraissent comme Gendai Bungaku Ron (« Essais sur la littérature moderne ») publiée en 1939 aux éditions Chūōkōron Shinsha. Dans ces recueils d'essais, Kubokawa met en garde contre une littérature tournée vers la guerre et recherche un modèle de la littérature qui décrirait la société réelle.
En raison de ses activités, son mariage avec Ineko se détériore. En 1938, sa relation avec Tamura Toshiki âgée de 19 ans devient publique; En 1945 le couple se sépare et Ineko change son nom d'auteur pour celui d'Ineko Sata. Ils écrivent quelques romans ayant leur relation pour thème.
Après la guerre, Tsurujirō Kubokawa prend part à la fondation de la « Société littéraire du nouveau Japon » (Shin Nihon Bungaku Kai) et poursuit son activité de critique de la littérature démocratique. À partir des années 1950, il se consacre presque essentiellement à ses cours à l'Université Nihon et se désintéresse de la critique littéraire. En lieu et place, il participe à de nombreux échanges sur la poésie tanka dans lesquelles la recherche sur Ishikawa Takuboku joue un rôle central et se fait connaître dans ses dernières années comme spécialiste de Takuboku.

## Source de la traduction
- (de) Cet article est partiellement ou en totalité issu de l’article de Wikipédia en allemand intitulé « Kubokawa Tsurujirō » (voir la liste des auteurs).
- Notices d'autorité :   - VIAF
  - ISNI
  - IdRef
  - LCCN
  - GND
  - Japon
  - CiNii
  - WorldCat